# هايلي روذرفورد
هايلي روذرفورد (بالإنجليزية: Hayley Rutherford)‏ هي دراجة أسترالية، ولدت في 17 يوليو 1980 في أستراليا.